# Uralmasch-Stadion
Das Uralmasch-Stadion (russisch Стадион «Уралмаш», von 2015 bis 2019 SKB-Bank Arena russisch СКБ-Банк Арена) ist ein Fußballstadion in der russischen Stadt Jekaterinburg. Die Anlage wurde von 2014 bis Sommer 2015 modernisiert, bevor sie von Juli 2015 bis Sommer 2018 vorübergehend die Heimstätte des Fußballclubs Ural Jekaterinburg wurde. Die eigentliche Spielstätte, das Zentralstadion, wurde zu dieser Zeit für die Fußball-Weltmeisterschaft 2018 umgebaut.